# Мрачно лице жудње
Мрачно лице жудње (шп. Oscuro deseo) мексичка је стриминг-телевизијска серија, коју продуцира Argos Comunicación за Netflix. Главне улоге глуме Мајте Перони, Ерик Хајзер, Алехандро Шпајцер, Марија Фернанда Јепез, Регина Павон, Хорхе Поса, Катерине Сијачоке, Артуро Барба и Аријана Саведра. Почетак продукције је потврђен 6. маја 2019, а премијерно је емитована 15. јула 2020. године.
Серија је 19. августа 2020. обновљена за другу и финалну сезону, која је емитована 2. фебруара 2022. године. Такође је објављено да је 1. сезона серије била најгледанији садржај на Netflix-у који није на енглеском језику, а гледало ју је 35 милиона гледалаца за 28 дана.

## Радња
Након викенда код пријатељице пуног страсти који завршава трагично, удата Алма почиње сумњати у искреност блиских особа.

## Улоге
| Глумац                | Улога                |
| --------------------- | -------------------- |
| Мајте Перони          | Алма Кинтана Соларес |
| Ерик Хајзер           | Естебан Соларес      |
| Алехандро Шпајцер     | Дарио Гера           |
| Марија Фернанда Јепез | Бренда Кастиљо       |
| Регина Павон          | Зои Соларес          |
| Хорхе Поса            | Леонардо Соларес     |
| Катерине Сијачоке     | Лис Антоан           |
| Артуро Барба          | Ињиго Ласкано        |
| Аријана Саведра       | Жулијета Ласкано     |

## Епизоде

### 1. сезона (2020)
| Бр. еп. (укупно) | Бр. еп. (у сезони) | Наслов                                             | Редитељ                        | Сценариста                                          | Премијера     |
| ---------------- | ------------------ | -------------------------------------------------- | ------------------------------ | --------------------------------------------------- | ------------- |
| 1                | 1                  | Само секс                                          | Педро П. Ибара и Кенија Маркез | Најура Арагон, Џенис Перез и Летисија Лопез Маргали | 15. јул 2020. |
| 2                | 2                  | Последња страствена ноћ                            | Педро П. Ибара и Кенија Маркез | Најура Арагон, Џенис Перез и Летисија Лопез Маргали | 15. јул 2020. |
| 3                | 3                  | Оно што други зову љубав                           | Педро П. Ибара и Кенија Маркез | Најура Арагон, Џенис Перез и Летисија Лопез Маргали | 15. јул 2020. |
| 4                | 4                  | Љубав, та реч                                      | Педро П. Ибара и Кенија Маркез | Најура Арагон, Џенис Перез и Летисија Лопез Маргали | 15. јул 2020. |
| 5                | 5                  | Шта знаш о Дарију Гери?                            | Педро П. Ибара и Кенија Маркез | Најура Арагон, Џенис Перез и Летисија Лопез Маргали | 15. јул 2020. |
| 6                | 6                  | Недостају ли ти добра стара времена?               | Педро П. Ибара и Кенија Маркез | Најура Арагон, Џенис Перез и Летисија Лопез Маргали | 15. јул 2020. |
| 7                | 7                  | Закачио си се с погрешном женом                    | Педро П. Ибара и Кенија Маркез | Најура Арагон, Џенис Перез и Летисија Лопез Маргали | 15. јул 2020. |
| 8                | 8                  | Издајничко срце                                    | Педро П. Ибара и Кенија Маркез | Најура Арагон, Џенис Перез и Летисија Лопез Маргали | 15. јул 2020. |
| 9                | 9                  | Подмукла игра огледала                             | Педро П. Ибара и Кенија Маркез | Најура Арагон, Џенис Перез и Летисија Лопез Маргали | 15. јул 2020. |
| 10               | 10                 | Лепота изненадне смрти                             | Педро П. Ибара и Кенија Маркез | Најура Арагон, Џенис Перез и Летисија Лопез Маргали | 15. јул 2020. |
| 11               | 11                 | Ништа није онако како се чини                      | Педро П. Ибара и Кенија Маркез | Најура Арагон, Џенис Перез и Летисија Лопез Маргали | 15. јул 2020. |
| 12               | 12                 | Толико смо тога погрешили                          | Педро П. Ибара и Кенија Маркез | Најура Арагон, Џенис Перез и Летисија Лопез Маргали | 15. јул 2020. |
| 13               | 13                 | Ти си само невина жртва                            | Педро П. Ибара и Кенија Маркез | Најура Арагон, Џенис Перез и Летисија Лопез Маргали | 15. јул 2020. |
| 14               | 14                 | Две истине и једна лаж                             | Педро П. Ибара и Кенија Маркез | Најура Арагон, Џенис Перез и Летисија Лопез Маргали | 15. јул 2020. |
| 15               | 15                 | Никад нисмо причали о љубави                       | Педро П. Ибара и Кенија Маркез | Најура Арагон, Џенис Перез и Летисија Лопез Маргали | 15. јул 2020. |
| 16               | 16                 | Откривање 21:8... Пожар његовог гнева се успламтио | Педро П. Ибара и Кенија Маркез | Најура Арагон, Џенис Перез и Летисија Лопез Маргали | 15. јул 2020. |
| 17               | 17                 | Убијамо оно што волимо                             | Педро П. Ибара и Кенија Маркез | Најура Арагон, Џенис Перез и Летисија Лопез Маргали | 15. јул 2020. |
| 18               | 18                 | Одговор је увек био овде                           | Педро П. Ибара и Кенија Маркез | Најура Арагон, Џенис Перез и Летисија Лопез Маргали | 15. јул 2020. |

### 2. сезона (2022)
| Бр. еп. (укупно) | Бр. еп. (у сезони) | Наслов                                      | Редитељ                        | Сценариста                                          | Премијера        |
| ---------------- | ------------------ | ------------------------------------------- | ------------------------------ | --------------------------------------------------- | ---------------- |
| 19               | 1                  | Ерос и Психа                                | Педро П. Ибара и Кенија Маркез | Најура Арагон, Џенис Перез и Летисија Лопез Маргали | 2. фебруар 2022. |
| 20               | 2                  | Никада нећеш побећи од овога                | Педро П. Ибара и Кенија Маркез | Најура Арагон, Џенис Перез и Летисија Лопез Маргали | 2. фебруар 2022. |
| 21               | 3                  | Нико не може побећи од самога себе          | Педро П. Ибара и Кенија Маркез | Најура Арагон, Џенис Перез и Летисија Лопез Маргали | 2. фебруар 2022. |
| 22               | 4                  | Други                                       | Педро П. Ибара и Кенија Маркез | Најура Арагон, Џенис Перез и Летисија Лопез Маргали | 2. фебруар 2022. |
| 23               | 5                  | Ходање по жеравици                          | Педро П. Ибара и Кенија Маркез | Најура Арагон, Џенис Перез и Летисија Лопез Маргали | 2. фебруар 2022. |
| 24               | 6                  | Увек си био моје огледало                   | Педро П. Ибара и Кенија Маркез | Најура Арагон, Џенис Перез и Летисија Лопез Маргали | 2. фебруар 2022. |
| 25               | 7                  | Опасни коктел                               | Педро П. Ибара и Кенија Маркез | Најура Арагон, Џенис Перез и Летисија Лопез Маргали | 2. фебруар 2022. |
| 26               | 8                  | Не веруј свему што чујеш                    | Педро П. Ибара и Кенија Маркез | Најура Арагон, Џенис Перез и Летисија Лопез Маргали | 2. фебруар 2022. |
| 27               | 9                  | Постала си најгора непријатељица самој себи | Педро П. Ибара и Кенија Маркез | Најура Арагон, Џенис Перез и Летисија Лопез Маргали | 2. фебруар 2022. |
| 28               | 10                 | Свако чита сопствену причу                  | Педро П. Ибара и Кенија Маркез | Најура Арагон, Џенис Перез и Летисија Лопез Маргали | 2. фебруар 2022. |
| 29               | 11                 | Ко си ти заиста?                            | Педро П. Ибара и Кенија Маркез | Најура Арагон, Џенис Перез и Летисија Лопез Маргали | 2. фебруар 2022. |
| 30               | 12                 | Близанци                                    | Педро П. Ибара и Кенија Маркез | Најура Арагон, Џенис Перез и Летисија Лопез Маргали | 2. фебруар 2022. |
| 31               | 13                 | Савршен и неподношљив троугао               | Педро П. Ибара и Кенија Маркез | Најура Арагон, Џенис Перез и Летисија Лопез Маргали | 2. фебруар 2022. |
| 32               | 14                 | То си увек био ти                           | Педро П. Ибара и Кенија Маркез | Најура Арагон, Џенис Перез и Летисија Лопез Маргали | 2. фебруар 2022. |
| 33               | 15                 | Суочавање с тамом...                        | Педро П. Ибара и Кенија Маркез | Најура Арагон, Џенис Перез и Летисија Лопез Маргали | 2. фебруар 2022. |